# Stirling

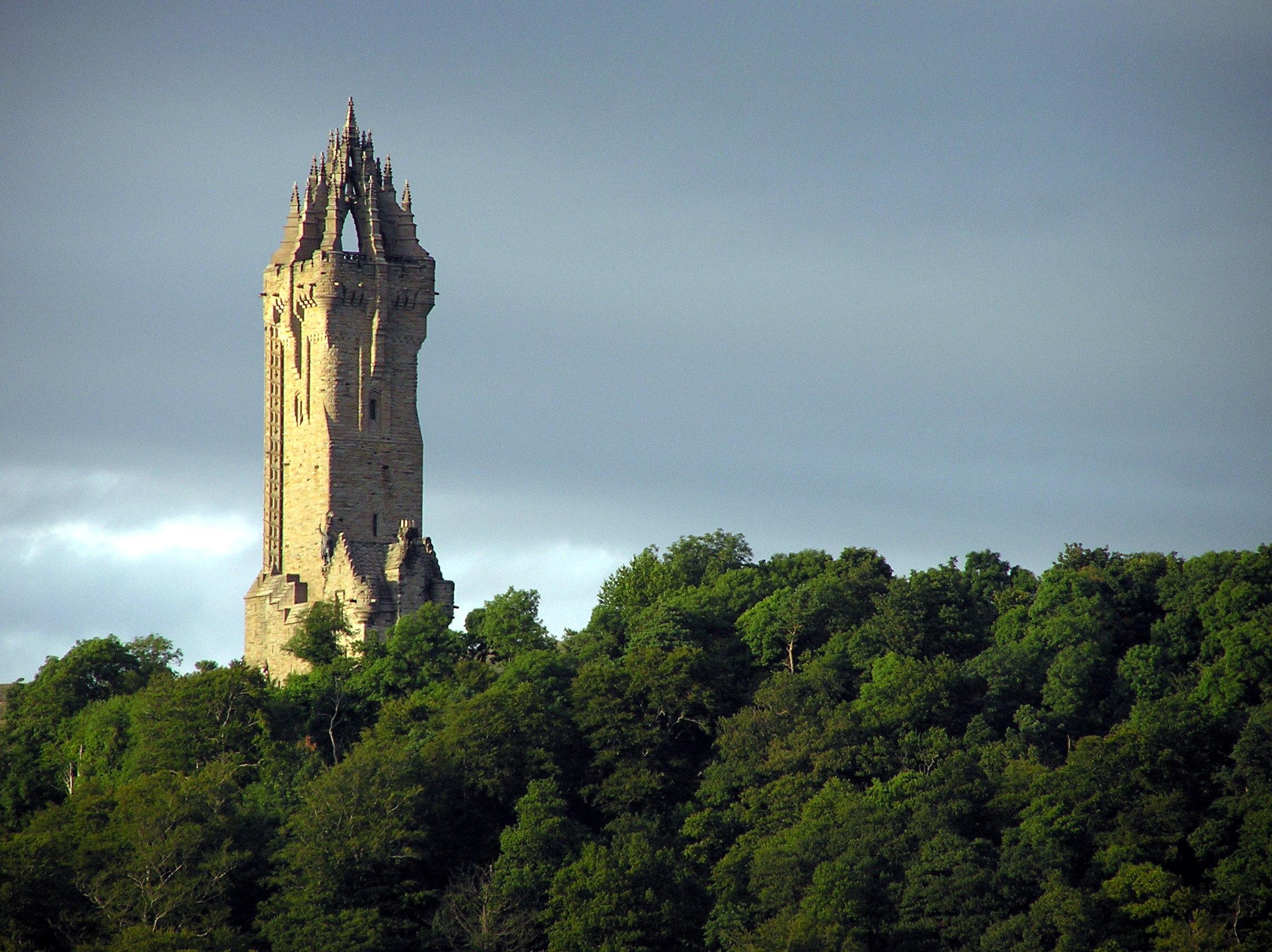
Monumento a William Wallace.

Stirling (en escocés, Stirlin; en gaélico escocés: Sruighlea /ˈs̪t̪ruʝlə/) es una ciudad ubicada en la región central de Escocia, en el Reino Unido. Tiene una población estimada, a mediados de 2020, de 37 910 habitantes.
La ciudad, rodeada de ricas tierras de cultivo, creció conectando la ciudadela real y el casco antiguo medieval con sus comerciantes, el Puente Viejo y el puerto. Localizada a orillas del río Forth, es el centro administrativo de la autoridad unitaria de Stirling.
Antigua capital de Escocia, Stirling fue un burgo real hasta 2002, cuando, como parte del Golden Jubilee ("Aniversario Dorado", celebración que conmemora los 50 años de un monarca en el trono) de la Reina Isabel, se le otorgó el estatus de ciudad.

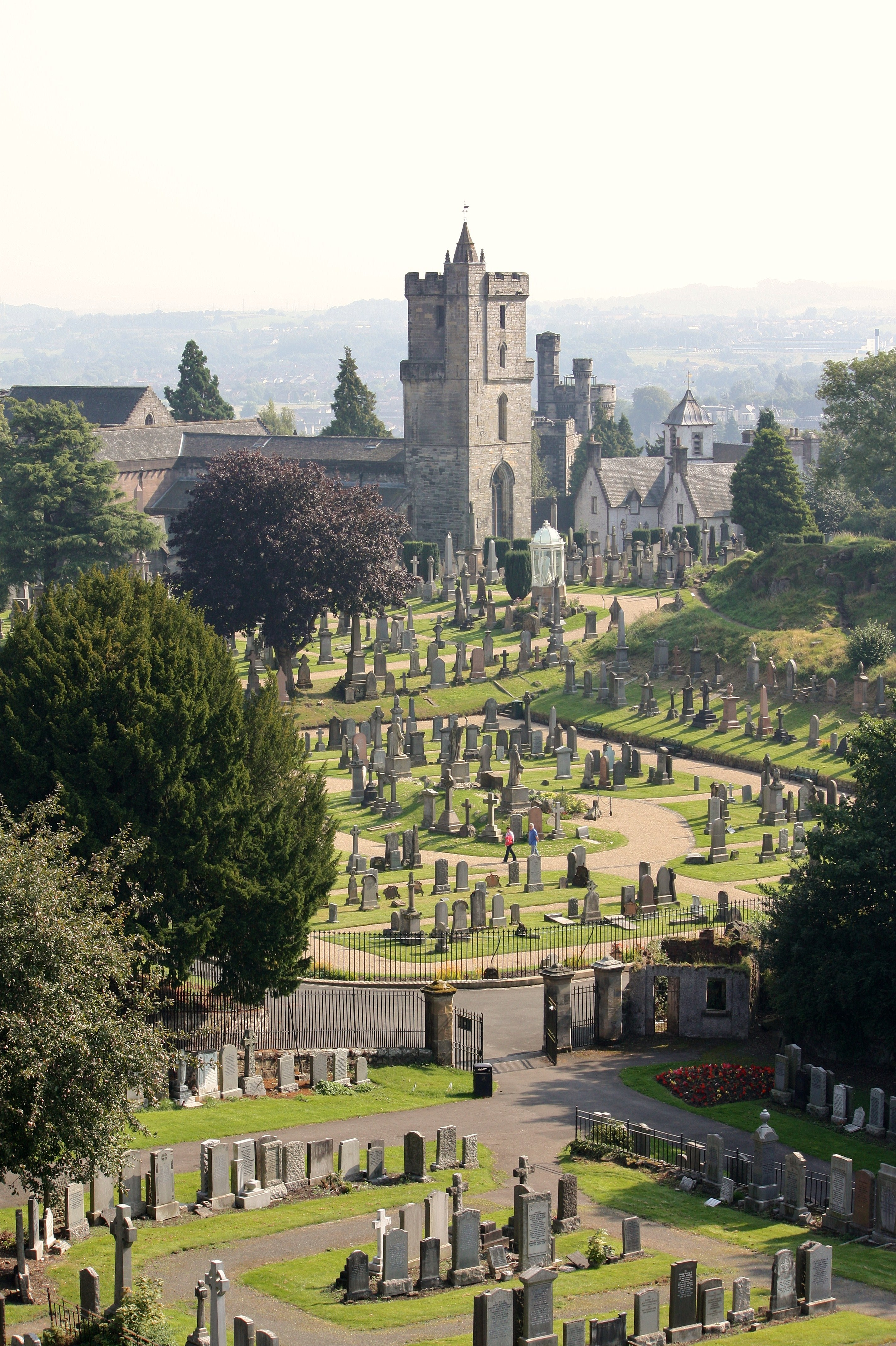
Iglesia de la Holy Rude

## Historia
La ciudad de Stirling ha estado habitada desde la Edad de Piedra, pero pasó a ser estratégicamente importante con la invasión romana de Britania, en gran parte por su colina, que es fácil de defender, y su posición al lado del río Forth
La Iglesia de la Holy Rude (Santa Cruz), ubicada al lado del Castillo de Stirling, es una de las edificaciones de más importancia histórica en la ciudad. Dicha iglesia data de finales del siglo XV y es la única iglesia en el Reino Unido en haber celebrado una coronación fuera de la Abadía de Westminster. El 29 de julio de 1567, siendo apenas un bebé, el hijo de María I de Escocia fue coronado como Jacobo VI de Escocia. Todavía se pueden apreciar las marcas de balas de las tropas de Oliver Cromwell en la torre y en el ábside.
Las fortificaciones continuaron siendo militarmente estratégicas durante las protestas jacobitas en el siglo XVIII. En enero de 1746, el ejército de Carlos III de Inglaterra y Escocia tomó control de la aldea pero no pudo capturar el castillo. Durante la retirada hacia el norte, bombardearon la Iglesia St. Ninians, donde se almacenaban municiones; solo una torre sobrevivió al ataque y todavía se puede apreciar hoy en día.[cita requerida]
Económicamente, los puertos en el río Forth sostuvieron el comercio, incluyendo el intercambio de té con la India y madera con países Bálticos. La llegada del ferrocarril a la ciudad disminuyó el comercio fluvial, porque el puente construido para el paso de trenes resultaba un obstáculo para los barcos y la navegación resultaba más difícil. Para mediados del siglo XX, el puerto dejó de funcionar.

## Atractivos turísticos
Los principales elementos turísticos de Stirling son el Castillo de Stirling, la iglesia de la Holy Rude y el monumento a Wallace.

## Educación
La ciudad alberga la Universidad de Stirling, además de numerosos centros de enseñanza primaria y secundaria.

## Demografía
| Gráfica de evolución de Stirling entre 2008 y 2020 |
|                                                    |

## Ciudades hermanadas
- Óbuda, Hungría
- Summerside, Canadá
- Villeneuve d'Ascq, Francia
- Dunedin, Estados Unidos